# قزل‌قیه علیا
قزل‌قیه علیا، روستایی از توابع بخش مرکزی شهرستان شاهین‌دژ در استان آذربایجان غربی ایران است.

## جمعیت
این روستا در دهستان هولاسو قرار دارد و براساس سرشماری مرکز آمار ایران در سال ۱۳۸۵، جمعیت آن ۱۹۴ نفر (۳۴ خانوار) بوده‌است.